# Sistema Europeu de Transferência e Acumulação de Créditos
O Sistema Europeu de Transferência e Acumulação de Créditos (inglês: European Credit Transfer and Accumulation System, ECTS) é um sistema de pontos desenvolvido pela União Europeia que visa facilitar a leitura e comparação dos programas de aprendizagem dos diferentes países europeus. A sigla ECTS, abreviatura do termo em inglês European Credit Transfer Scale, é o termo mais utilizado por razões práticas. O sistema ECTS aplica-se principalmente à educação superior. No contexto da formação profissional, existe um sistema semelhante e comparável: Sistema Europeu de Créditos da Educação e Formação Profissionais (inglês: European Credit System for Vocational Education and Training, ECVET).
Os pontos de créditos ECTS são um meio padrão para comparar o "volume de aprendizagem baseado nos resultados de aprendizagem definidos e a sua carga de trabalho associada" para a educação superior em toda a União Europeia e outros países europeus colaborantes. Para programas completados com sucesso, os pontos de créditos ECTS são concedidos. Um ano académico corresponde a 60 pontos de créditos ECTS que são normalmente equivalentes a 1500–1800 horas de carga total de trabalho, independentemente do padrão ou tipo de qualificação. Os pontos de créditos ECTS são utilizados para facilitar a transferência e a progressão em toda a União. O ECTS também inclui uma escala de classificação padrão, que deve ser exibida em adição às classificações do padrão local (p.e. nacional).

## Sistemas atuais
| País                                 | Pontos de crédito por ano | Horas por ponto de crédito | Nome do ponto de crédito |
| ------------------------------------ | ------------------------- | -------------------------- | --- |
| União Europeia (UE)                  | 60                        | 25-30                      | Pontos de crédito ECTS |
| Estados membros da UE                |                           |                            | |
| Áustria                              | 60                        | 25                         | ECTS (para além de ECTS-Punkte, ECTS credits) |
| Bélgica                              | 60                        | 25-30                      | ECTS (para além de studiepunten, ECTS) |
| Bulgária                             | 60                        | 25-30                      | кредити |
| Croácia                              | 60                        | 25-30                      | ECTS bodovi |
| Chipre                               | 60                        | 30                         | ECTS |
| República Checa                      | 60                        | ~26                        | kredity |
| Dinamarca                            | 60                        | ~28                        | ECTS-point |
| Estónia                              | 60                        | 26                         | ainepunkt (EAP). Atualmente, porque muitos estudantes ainda estão acostumados com o sistema antigo, o nome mais antigo 'euroopa ainepunkt' é o mais usado para maior clareza |
| Finlândia                            | 60                        | 27                         | opintopiste (op) / studiepoäng (Sueco) |
| França                               | 60                        | 29                         | crédits ECTS |
| Alemanha                             | 60                        | 25-30                      | ECTS, Leistungspunkte (LP), Kreditpunkte (KP), Credit Points (CP) ou Credits                                                                                                 |
| Grécia                               | 60                        | 30                         | ECTS, Credit Points (CP), Μονάδες Φόρτου Εργασίας (Διδακτικές Μονάδες - Δ.Μ) ou Credits                                                                                      |
| Hungria                              | 60                        | 30                         | kredit(pont) |
| Irlanda                              | 60                        |                            | ECTS |
| Itália                               | 60                        | 25                         | crediti formativi universitari (CFU) |
| Letónia                              | 60                        | 30                         | ECTS kredītpunkts (1 ponto de crédito "letão" (kredītpunkts) equivale a 1.5 ECTS)                                                                                            |
| Lituânia                             | 60                        | ~28                        | kreditai; ECTS kreditai |
| Luxemburgo                           | 60                        |                            | ECTS |
| Malta                                | 60                        | 25                         | ECTS-credits |
| Países Baixos                        | 60                        | 28                         | studiepunten (ECTS ou EC) |
| Polónia                              | 60                        | 25-30                      | punkty ECTS, eceteesy |
| Portugal                             | 60                        | 28                         | pontos de créditos ECTS, pontos ECTS ou créditos ECTS |
| Roménia                              | 60                        | 30                         | credite (SECTS) |
| Eslováquia                           | 60                        | 25                         | kredity |
| Eslovénia                            | 60                        | 25-30                      | kreditne točke |
| Espanha                              | 60                        | 25-30                      | créditos ECTS |
| Suécia                               | 60                        | 26.667                     | högskolepoäng (Usado desde julho de 2007) |
| Estados membros da EFTA              |                           |                            | |
| Islândia                             | 60                        | 25-30                      | einingar (units) |
| Liechtenstein                        | 60                        |                            | |
| Noruega                              | 60                        | 25-30                      | studiepoeng |
| Suíça                                | 60                        | 25-30                      | ECTS-credits, Kreditpunkte (KP) |
| Outros países europeus               |                           |                            | |
| Bósnia e Herzegovina                 | 60                        | 25                         | ECTS bodovi |
| Inglaterra, Gales e Irlanda do Norte | 120 (60 ECTS)             | 10 (20 horas por ECTS)     | Credits (Open University – points). Dois créditos de Inglaterra/Gales/Irlanda do Norte são equivalentes a um crédito ECTS.                                                   |
| Montenegro                           | 60                        |                            | ECTS-krediti |
| Macedónia do Norte                   | 60                        |                            | кредити (ECTS) |
| Escócia                              | 120 (60 ECTS)             | 10 (20 horas por ECTS)     | SCQF credit points (2 pontos SCQF equivalem a 1 ponto ECTS) |
| Sérvia                               | 60                        | 30                         | ЕСПБ бодови / ESPB bodovi |
| Turquia                              | 60                        | 25-30                      | AKTS - kredi |
| Ucrânia                              | 60                        | 30                         | кредити |
| Geórgia                              | 60                        | 30                         | კრედიტები (kreditebi) |

## Apresentação
Este sistema permite atribuir pontos a todos os componentes de um programa de estudo com base na carga de trabalho a ser executada pelo estudante. Por conseguinte, oferece uma melhor legibilidade europeia dos programas de estudo nacionais e constitui, assim, um instrumento complementar ao suplemento ao diploma, facilitando a mobilidade de um país para outro e de uma instituição para outra.
Este sistema não fornece reconhecimento automático do valor desses pontos de créditos. Cada instituição de ensino superior decide de maneira autónoma, ou no âmbito do quadro das regulamentações nacionais, se esses pontos de créditos são ou não reconhecidos para inscrição em um dos seus cursos, ou se a conclusão de um programa de estudo conduz a um dos diplomas que ela oferece. O reconhecimento pode assim tornar-se eficaz entre duas instituições que assinaram um acordo de parceria, em especial no âmbito do programa Erasmus.
O reconhecimento de qualificações relativas à educação superior é o âmago da Convenção de Lisboa.
O uso deste sistema de pontos não só reflete uma forma de quantificar a educação superior mas também, ao se centrar no papel do aluno e não no do professor, requer uma mudança metodológica que consiga colocar o aluno no centro do processo da aprendizagem, sendo coerente com os princípios construtivistas que enfatizam que a educação se realiza, principalmente, pelo sucesso do aluno que aprende e não do professor.

## História
O ECTS foi criado em 1988 pela União Europeia. Desde 1999, é uma das principais ferramentas do Processo de Bolonha.
A criação do ECTS resulta de uma vontade de instaurar uma Europa dos conhecimentos. Neste contexto, foram criados os programas Sócrates e Erasmus - programas de intercâmbio. O ECTS foi colocado em prática em 1989 como parte do programa Erasmus. Facilitou o reconhecimento académico dos programas de estudo realizados nos países europeus.